# Chrysis antennalis
Chrysis antennalis es una especie de avispa del género Chrysis, familia Chrysididae, descrita por el entomólogo húngaro Alexander Mocsáry en 1912. Se encuentra distribuida en los Estados Unidos.